# IC 554
IC 554 је лентикуларна галаксија у сазвјежђу Лав која се налази на листи објеката дубоког неба у Индекс каталогу.
Деклинација објекта је + 12° 17' 47" а ректасцензија 9h 41m 57,0s. Привидна величина (магнитуда) објекта IC 554 износи 13,3 а фотографска магнитуда 14,3. IC 554 је још познат и под ознакама IC 555, UGC 5178, MCG 2-25-20, CGCG 63-47, PGC 27716.